# Wuppertal
Wuppertal je město v Německu v Severním Porýní-Vestfálsku. Leží na řece Wupper na jihu Porúří. Žije zde přibližně 359 tisíc obyvatel.
V městě působí mnoho továren různých průmyslových odvětví; textilní, metalurgický, chemický, zdravotnický, elektronický, gumárenský, automobilový a průmysl na výrobu tiskařských strojů. Jeden z nejznámějších léků – Aspirin, byl objeven právě ve Wuppertalu.

## Historie
Město bylo založeno až v roce 1929 spojením obcí Barmen, Elberfeld, Vohwinkel, Ronsdorf, Cronenberg, Langerfeld a Beyenburg. Zpočátku se jmenovalo Barmen-Elberfeld, ale v roce 1930 bylo přejmenováno na Wuppertal, což je složenina z Wupper (název řeky protékající městem) a Tal (německy údolí).
Během druhé světové války bylo zničeno téměř 40 % města, tak jako v jiných průmyslových centrech Třetí říše. I přesto se mnoho historických památek dochovalo až do současnosti.
Po osvobození od nacistické nadvlády se Wuppertal stal částí Britské okupační zóny, později se stal součástí Severního Porýní-Vestfálska a Západního Německa.

## Památky
Ve Wuppertalu se nachází celkem přes 4500 památek označených jako národní památky, nejvíc z období klasicismu, secese a Bauhaus.
Mezi nejznámější patří:
- Koncertní síň (založená v roce 1900 císařem Vilémem II. a jeho ženou)
- Tanztheater Wuppertal
- Engelshaus
- Wuppertal Zoo
- Von der Heydt Museum

## Visutá dráha
Visutá dráha (Schwebebahn) je jednou z největších atrakcí města. Byla postavena v roce 1900 a od roku 1901 je v provozu. Kolejnice vedou 8 metrů nad ulicemi a 12 metrů nad říčkou Wupper.

## Sport
Ve městě sídlí fotbalový klub Wuppertaler SV, který působí ve čtvrté nejvyšší německé fotbalové soutěži.

## Významní rodáci
- Julius Plücker (1801–1868), německý matematik, fyzik a vysokoškolský profesor[2]
- Friedrich Engels (1820–1895), německý politický filozof a ekonom, spoluzakladatel marxismu, vůdčí osobnost první i druhé internacionály[3]
- Julius Richard Petri (1852–1921), německý bakteriolog, vynálezce Petriho misky[4]
- Wilhelm Dörpfeld (1853–1940), německý architekt a archeolog[5]
- Else Lasker-Schülerová (1869–1945), německá básnířka a spisovatelka židovského původu[6]
- Hans Knappertsbusch (1888–1965), německý dirigent[7]
- Rudolf Carnap (1891–1970), německý filozof, matematik a logik[8]
- Emil Bock (1895–1959), německý evangelický a antroposofický teolog[9]
- Arno Breker (1900–1991), německý sochař a architekt[10]
- Hans Günter Winkler (1926–2018), německý parkurista, pětinásobný olympijský vítěz[11]
- Johannes Rau (1931–2006), německý politik, prezident Spolkové republiky Německo v letech 1999 až 2004[12]
- Udo Dirkschneider (* 1952), německý heavymetalový zpěvák, člen kapel Accept a U.D.O.[13]
- Tom Tykwer (* 1965), německý filmový režisér[14]
- Christian Lindner (* 1979), německý politik[15]
- Gonzalo Castro (* 1987), bývalý německý fotbalový záložník[16]

## Partnerská města
- Beer Ševa, Izrael
- Berlin – Tempelhof-Schöneberg, Německo
- Košice, Slovensko
- Lehnice, Polsko
- Matagalpa, Nikaragua
- Saint-Étienne, Francie
- Schwerin, Německo
- South Tyneside, Spojené království

## Galerie

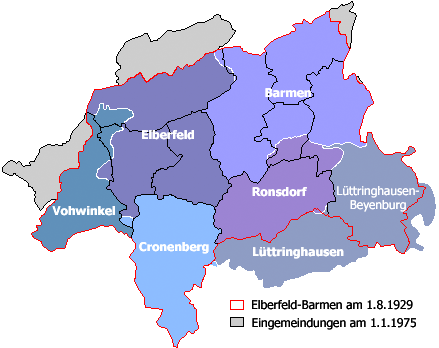
Mapa městských částí
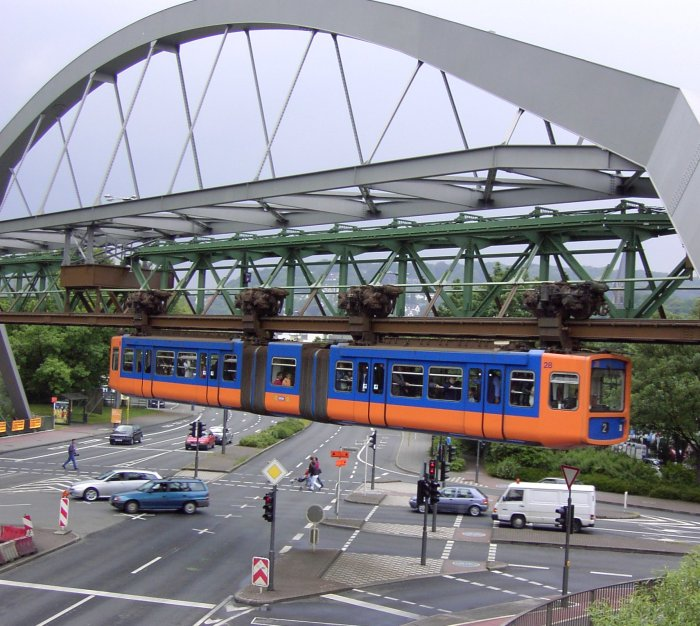
Visutá dráha